# Conobrium nigriceps
Conobrium nigriceps är en skalbaggsart som beskrevs av Aurivillius 1927. Conobrium nigriceps ingår i släktet Conobrium och familjen långhorningar. Inga underarter finns listade i Catalogue of Life.